# En dag skall gry
En dag skall gry är en svensk dramafilm från 1944 i regi av Hasse Ekman. I huvudrollerna ses Edvin Adolphson, Elsie Albiin och Hasse Ekman.

## Handling
På ett tåg på väg mot norra Sverige sitter ett antal män på väg mot kriget, för att stötta Finlands sida. Bland dem finns Rutger von Brewitz, som är förvisad från sin anrika släkt och major Rolf Dahlman, som är på väg hem till sin fru som han inte sett på länge. När tåget gör uppehåll i hans hemstad, kliver han av och hela hans liv kommer att förändras med en gång. 
Hemma finner han nämligen sin hustru med en älskare. Rolf dödar inkräktaren och ger sig av, han hinner följa med samma tåg han kommit med och ansluter sig till männen på väg till kriget. Kanske finns det fler passagerare som flyr från något?
Rolf möter läkaren Eva, och redan från början finns något speciellt dem emellan. Men när hon får reda på vad han flytt från är hon beredd att ange honom, men ett bombanfall kommer emellan. 

## Om filmen
Filmen premiärvisades den 3 januari 1944 på biograf Svea i Sundsvall. Stockholmspremiären ägde rum på biograf Royal veckan därpå. Filmen spelades in vid Filmateljéerna i Stocksund med exteriörer från Sigtuna och Järvafältet av Olle Nordemar. Som statister medverkade ett 30-tal finska frontsoldater på rekonvalescens i Sverige. 
Filmens manus omarbetades av Sven Stolpe till en roman som utgavs före filmens premiär under titeln Sista skottet men efter att filmen premiärvisats fick den samma titel som filmen.

## Rollista i urval
- Edvin Adolphson – major Rolf Dahlman, kallar sig Rolf Berg
- Elsie Albiin – Eva Lövgren, läkare
- Hasse Ekman – Rutger von Brewitz, krigsfrivillig
- Sture Lagerwall – kompanichefen, kapten
- Rune Halvarsson – Nisse Pettersson, krigsfrivillig
- Olof Widgren – Petrus, frälsningssoldat, krigsfrivillig
- Sven Magnusson – Mikaelsson, krigsfrivillig
- Margaretha Bergström – Maj, sjuksköterskeelev
- Hugo Björne – Falck, läkare
- Hans Strååt – löjtnant Löwenskiöld
- Carl Barcklind – friherre Magnus Gabriel von Brewitz
- Kotti Chave – en kapten i tågkupén
- Ragnar Falck – en sårad frivillig
- Toivo Pawlo – en sårad rysk soldat
- Hilda Borgström – den finska gumman

## Filmmusik i urval
- När morgonen kommer, kompositör Carl-Olof Anderberg, text Hasse Ekman, sång Olof Widgren

## DVD
Filmen gavs ut på DVD 2017.